# Comunele Cehiei (L)
Aceasta este o listă a comunelor din Republica Cehă care încep cu litera L.
Această listă este generată cu date din Wikidata și este actualizată periodic de un robot.
 Editările făcute în listă vor fi șterse la următoarea actualizare!
| #   | Comună                 | Populație | Suprafață (km2) | District                       |
| --- | ---------------------- | --------- | --------------- | ------------------------------ |
| 1   | Liberec                | 108.090   | 106,09          | districtul Liberec             |
| 2   | Litoměřice             | 22.767    | 17,99           | districtul Litoměřice          |
| 3   | Litvínov               | 22.387    | 40,7            | districtul Most                |
| 4   | Louny                  | 18.068    | 24,14           | districtul Louny               |
| 5   | Litomyšl               | 10.448    | 33,45           | districtul Svitavy             |
| 6   | Lysá nad Labem         | 10.004    | 33,67           | districtul Nymburk             |
| 7   | Lanškroun              | 9.776     | 20,65           | districtul Ústí nad Orlicí     |
| 8   | Litovel                | 9.510     | 46,4            | districtul Olomouc             |
| 9   | Lovosice               | 8.727     | 11,89           | districtul Litoměřice          |
| 10  | Lipník nad Bečvou      | 7.955     | 30,61           | districtul Přerov              |
| 11  | Letovice               | 7.124     | 51,02           | districtul Blansko             |
| 12  | Letohrad               | 6.407     | 23,54           | districtul Ústí nad Orlicí     |
| 13  | Lomnice nad Popelkou   | 5.626     | 25,58           | districtul Semily              |
| 14  | Luhačovice             | 5.029     | 32,99           | districtul Zlín                |
| 15  | Ludgeřovice            | 4.989     | 10,82           | districtul Opava               |
| 16  | Ledeč nad Sázavou      | 4.749     | 17,01           | districtul Havlíčkův Brod      |
| 17  | Lišov                  | 4.679     | 93,55           | districtul České Budějovice    |
| 18  | Lom                    | 3.762     | 16,8            | districtul Most                |
| 19  | Lázně Bělohrad         | 3.674     | 28,39           | districtul Jičín               |
| 20  | Lanžhot                | 3.637     | 54,81           | districtul Břeclav             |
| 21  | Libčice nad Vltavou    | 3.604     | 7,1             | districtul Praha-západ         |
| 22  | Libušín                | 3.555     | 9,48            | districtul Kladno              |
| 23  | Libochovice            | 3.388     | 15,64           | districtul Litoměřice          |
| 24  | Lázně Bohdaneč         | 3.355     | 21,79           | districtul Pardubice           |
| 25  | Líbeznice              | 3.301     | 5,99            | districtul Praha-východ        |
| 26  | Libina                 | 3.254     | 27,26           | districtul Šumperk             |
| 27  | Luka nad Jihlavou      | 3.172     | 15,7            | districtul Jihlava             |
| 28  | Lutín                  | 3.132     | 8,2             | districtul Olomouc             |
| 29  | Loštice                | 3.052     | 12              | districtul Šumperk             |
| 30  | Loket                  | 3.050     | 26,73           | districtul Sokolov             |
| 31  | Lužice                 | 2.894     | 7,62            | districtul Hodonín             |
| 32  | Líně                   | 2.886     | 10,23           | districtul Plzeň-sever         |
| 33  | Litvínovice            | 2.793     | 5,82            | districtul České Budějovice    |
| 34  | Luže                   | 2.604     | 30,71           | districtul Chrudim             |
| 35  | Ledenice               | 2.544     | 34,55           | districtul České Budějovice    |
| 36  | Libiš                  | 2.442     | 7,12            | districtul Mělník              |
| 37  | Luštěnice              | 2.318     | 14,78           | districtul Mladá Boleslav      |
| 38  | Lány                   | 2.262     | 34,01           | districtul Kladno              |
| 39  | Luby                   | 2.191     | 30,69           | districtul Cheb                |
| 40  | Lednice                | 2.170     | 31,27           | districtul Břeclav             |
| 41  | Lešná                  | 2.097     | 22,63           | districtul Vsetín              |
| 42  | Lhenice                | 2.052     | 39,14           | districtul Prachatice          |
| 43  | Lipová-lázně           | 2.047     | 44,37           | districtul Jeseník             |
| 44  | Loděnice               | 2.040     | 6,08            | districtul Beroun              |
| 45  | Lelekovice             | 2.016     | 7,29            | districtul Brno-venkov         |
| 46  | Lužná                  | 1.984     | 29,78           | districtul Rakovník            |
| 47  | Lysice                 | 1.966     | 10,76           | districtul Blansko             |
| 48  | Lučany nad Nisou       | 1.941     | 13,13           | districtul Jablonec nad Nisou  |
| 49  | Libouchec              | 1.907     | 28,02           | districtul Ústí nad Labem      |
| 50  | Libáň                  | 1.868     | 19,67           | districtul Jičín               |
| 51  | Lidečko                | 1.821     | 17,37           | districtul Vsetín              |
| 52  | Libchavy               | 1.810     | 22,11           | districtul Ústí nad Orlicí     |
| 53  | Lukov                  | 1.793     | 10,84           | districtul Zlín                |
| 54  | Lánov                  | 1.789     | 16,95           | districtul Trutnov             |
| 55  | Lomnice nad Lužnicí    | 1.778     | 18,89           | districtul Jindřichův Hradec   |
| 56  | Libhošť                | 1.756     | 8,2             | districtul Nový Jičín          |
| 57  | Lety                   | 1.701     | 3,24            | districtul Praha-západ         |
| 58  | Libeř                  | 1.630     | 13,63           | districtul Praha-západ         |
| 59  | Lučina                 | 1.618     | 7,44            | districtul Frýdek-Místek       |
| 60  | Lichnov                | 1.595     | 12,1            | districtul Nový Jičín          |
| 61  | Liptál                 | 1.558     | 24,13           | districtul Vsetín              |
| 62  | Liběšice               | 1.524     | 32,24           | districtul Litoměřice          |
| 63  | Lipůvka                | 1.522     | 9,92            | districtul Blansko             |
| 64  | Lužec nad Vltavou      | 1.520     | 10              | districtul Mělník              |
| 65  | Lázně Toušeň           | 1.501     | 5,55            | districtul Praha-východ        |
| 66  | Lomnice                | 1.483     | 14,56           | districtul Brno-venkov         |
| 67  | Loučovice              | 1.479     | 42,01           | districtul Český Krumlov       |
| 68  | Loučná nad Desnou      | 1.435     | 94,34           | districtul Šumperk             |
| 69  | Losiná                 | 1.421     | 6,79            | districtul Plzeň-město         |
| 70  | Loučeň                 | 1.412     | 19,03           | districtul Nymburk             |
| 71  | Lipov                  | 1.412     | 15,16           | districtul Hodonín             |
| 72  | Lázně Kynžvart         | 1.403     | 32,58           | districtul Cheb                |
| 73  | Lenešice               | 1.402     | 13,73           | districtul Louny               |
| 74  | Letonice               | 1.388     | 11,01           | districtul Vyškov              |
| 75  | Lomnice                | 1.372     | 13,85           | districtul Sokolov             |
| 76  | Lochovice              | 1.366     | 13,24           | districtul Beroun              |
| 77  | Lubenec                | 1.301     | 36,65           | districtul Louny               |
| 78  | Louňovice              | 1.277     | 4,43            | districtul Praha-východ        |
| 79  | Liteň                  | 1.261     | 12,77           | districtul Beroun              |
| 80  | Ladná                  | 1.261     | 10,06           | districtul Břeclav             |
| 81  | Leština                | 1.244     | 5,24            | districtul Šumperk             |
| 82  | Lukavice               | 1.220     | 11,04           | districtul Ústí nad Orlicí     |
| 83  | Libice nad Cidlinou    | 1.215     | 9,99            | districtul Nymburk             |
| 84  | Lipovec                | 1.195     | 11,56           | districtul Blansko             |
| 85  | Lípa                   | 1.179     | 14,7            | districtul Havlíčkův Brod      |
| 86  | Lubná                  | 1.120     | 8,75            | districtul Rakovník            |
| 87  | Liběchov               | 1.078     | 11,77           | districtul Mělník              |
| 88  | Lichnov                | 1.060     | 27,29           | districtul Bruntál             |
| 89  | Lhota pod Libčany      | 1.030     | 8,37            | districtul Hradec Králové      |
| 90  | Lukavec                | 991       | 21,48           | districtul Pelhřimov           |
| 91  | Luleč                  | 983       | 10,89           | districtul Vyškov              |
| 92  | Lubná                  | 943       | 19,85           | districtul Svitavy             |
| 93  | Libčeves               | 940       | 34,71           | districtul Louny               |
| 94  | Ludvíkovice            | 934       | 9,48            | districtul Děčín               |
| 95  | Lukavice               | 933       | 9,46            | districtul Chrudim             |
| 96  | Loukov                 | 931       | 14,7            | districtul Kroměříž            |
| 97  | Libčany                | 931       | 5,06            | districtul Hradec Králové      |
| 98  | Lhota                  | 929       | 5,02            | districtul Zlín                |
| 99  | Louka                  | 925       | 9,5             | districtul Hodonín             |
| 100 | Litultovice            | 924       | 10,35           | districtul Opava               |
| 101 | Libštát                | 912       | 10,13           | districtul Semily              |
| 102 | Ledce                  | 908       | 9,36            | districtul Plzeň-sever         |
| 103 | Lešany                 | 905       | 14,44           | districtul Benešov             |
| 104 | Luká                   | 888       | 14,84           | districtul Olomouc             |
| 105 | Letkov                 | 881       | 4,71            | districtul Plzeň-město         |
| 106 | Lukavice               | 876       | 11,21           | districtul Šumperk             |
| 107 | Libice nad Doubravou   | 858       | 21,96           | districtul Havlíčkův Brod      |
| 108 | Lípa                   | 848       | 8,35            | districtul Zlín                |
| 109 | Lovčice                | 833       | 16,5            | districtul Hodonín             |
| 110 | Lačnov                 | 833       | 15,33           | districtul Vsetín              |
| 111 | Libuň                  | 817       | 10,54           | districtul Jičín               |
| 112 | Lažánky                | 816       | 13,93           | districtul Brno-venkov         |
| 113 | Libá                   | 805       | 26,64           | districtul Cheb                |
| 114 | Líšnice                | 803       | 7,4             | districtul Praha-západ         |
| 115 | Liběšice               | 791       | 25,87           | districtul Louny               |
| 116 | Ločenice               | 790       | 15,87           | districtul České Budějovice    |
| 117 | Líšťany                | 785       | 36,75           | districtul Plzeň-sever         |
| 118 | Líšnice                | 784       | 11,5            | districtul Ústí nad Orlicí     |
| 119 | Lhota u Vsetína        | 780       | 11,26           | districtul Vsetín              |
| 120 | Loučka                 | 770       | 6,9             | districtul Vsetín              |
| 121 | Luková                 | 757       | 14,59           | districtul Ústí nad Orlicí     |
| 122 | Lovčičky               | 751       | 4,04            | districtul Vyškov              |
| 123 | Lipová                 | 747       | 45,76           | districtul Cheb                |
| 124 | Louka u Litvínova      | 732       | 2,68            | districtul Most                |
| 125 | Lovčice                | 729       | 10,25           | districtul Hradec Králové      |
| 126 | Lnáře                  | 717       | 12,68           | districtul Strakonice          |
| 127 | Ludkovice              | 716       | 11,87           | districtul Zlín                |
| 128 | Lipová                 | 715       | 12,18           | districtul Prostějov           |
| 129 | Lodhéřov               | 712       | 23,75           | districtul Jindřichův Hradec   |
| 130 | Lavičky                | 708       | 5,73            | districtul Žďár nad Sázavou    |
| 131 | Lobodice               | 706       | 7,19            | districtul Přerov              |
| 132 | Lužany                 | 705       | 9,44            | districtul Plzeň-jih           |
| 133 | Ledčice                | 702       | 10,99           | districtul Mělník              |
| 134 | Lahošť                 | 694       | 3,03            | districtul Teplice             |
| 135 | Letiny                 | 691       | 19,31           | districtul Plzeň-jih           |
| 136 | Libišany               | 690       | 5,72            | districtul Pardubice           |
| 137 | Lipno nad Vltavou      | 686       | 19,48           | districtul Český Krumlov       |
| 138 | Lišany                 | 685       | 8,94            | districtul Rakovník            |
| 139 | Liberk                 | 678       | 54,05           | districtul Rychnov nad Kněžnou |
| 140 | Lukovany               | 677       | 9,07            | districtul Brno-venkov         |
| 141 | Lipí                   | 676       | 7,82            | districtul České Budějovice    |
| 142 | Lomnička               | 676       | 6,33            | districtul Brno-venkov         |
| 143 | Leskovec               | 673       | 9,85            | districtul Vsetín              |
| 144 | Librantice             | 670       | 6,52            | districtul Hradec Králové      |
| 145 | Louňovice pod Blaníkem | 661       | 17,11           | districtul Benešov             |
| 146 | Lhota                  | 661       | 11,7            | districtul Kladno              |
| 147 | Lično                  | 653       | 6,29            | districtul Rychnov nad Kněžnou |
| 148 | Lenora                 | 652       | 17,8            | districtul Prachatice          |
| 149 | Libomyšl               | 651       | 9,7             | districtul Beroun              |
| 150 | Lipnice nad Sázavou    | 650       | 11,14           | districtul Havlíčkův Brod      |
| 151 | Lukavice               | 649       | 10,92           | districtul Rychnov nad Kněžnou |
| 152 | Lučice                 | 648       | 8,5             | districtul Havlíčkův Brod      |
| 153 | Lípa nad Orlicí        | 634       | 10,57           | districtul Rychnov nad Kněžnou |
| 154 | Láz                    | 630       | 5,15            | districtul Příbram             |
| 155 | Lesnice                | 629       | 7,33            | districtul Šumperk             |
| 156 | Linhartice             | 623       | 8,75            | districtul Svitavy             |
| 157 | Liboš                  | 621       | 4,3             | districtul Olomouc             |
| 158 | Loket                  | 620       | 23,88           | districtul Benešov             |
| 159 | Lužany                 | 619       | 12,49           | districtul Jičín               |
| 160 | Loděnice               | 616       | 8,67            | districtul Brno-venkov         |
| 161 | Loučany                | 615       | 4,98            | districtul Olomouc             |
| 162 | Lužná                  | 612       | 15,69           | districtul Vsetín              |
| 163 | Lovečkovice            | 609       | 22,72           | districtul Litoměřice          |
| 164 | Lhotka                 | 601       | 7,22            | districtul Frýdek-Místek       |
| 165 | Lochenice              | 598       | 6,17            | districtul Hradec Králové      |
| 166 | Lutopecny              | 594       | 4,87            | districtul Kroměříž            |
| 167 | Libníč                 | 587       | 6,85            | districtul České Budějovice    |
| 168 | Libochovany            | 581       | 8,3             | districtul Litoměřice          |
| 169 | Lipno                  | 575       | 18,72           | districtul Louny               |
| 170 | Lužice                 | 568       | 8,8             | districtul Most                |
| 171 | Laškov                 | 567       | 12,86           | districtul Prostějov           |
| 172 | Litohlavy              | 567       | 7,77            | districtul Rokycany            |
| 173 | Lechovice              | 567       | 5,73            | districtul Znojmo              |
| 174 | Lipová                 | 564       | 12,83           | districtul Děčín               |
| 175 | Lidice                 | 554       | 4,75            | districtul Kladno              |
| 176 | Leština u Světlé       | 553       | 18,18           | districtul Havlíčkův Brod      |
| 177 | Lásenice               | 553       | 10,41           | districtul Jindřichův Hradec   |
| 178 | Litohoř                | 546       | 7,5             | districtul Třebíč              |
| 179 | Lazníky                | 543       | 3,03            | districtul Přerov              |
| 180 | Lštění                 | 542       | 4,68            | districtul Benešov             |
| 181 | Ledvice                | 538       | 4,97            | districtul Teplice             |
| 182 | Libočany               | 537       | 5,69            | districtul Louny               |
| 183 | Ludmírov               | 531       | 15,04           | districtul Prostějov           |
| 184 | Lázně Libverda         | 526       | 13,26           | districtul Liberec             |
| 185 | Libkovice pod Řípem    | 525       | 7,95            | districtul Litoměřice          |
| 186 | Libošovice             | 524       | 19,83           | districtul Jičín               |
| 187 | Lhota                  | 521       | 7,96            | districtul Praha-východ        |
| 188 | Libavské Údolí         | 520       | 2,29            | districtul Sokolov             |
| 189 | Lužec nad Cidlinou     | 519       | 11,72           | districtul Hradec Králové      |
| 190 | Lom u Tachova          | 513       | 8,43            | districtul Tachov              |
| 191 | Ludslavice             | 512       | 5,85            | districtul Kroměříž            |
| 192 | Luběnice               | 508       | 2,76            | districtul Olomouc             |
| 193 | Ledce                  | 505       | 5,51            | districtul Kladno              |
| 194 | Litobratřice           | 500       | 19,88           | districtul Znojmo              |
| 195 | Liblice                | 497       | 8,92            | districtul Mělník              |
| 196 | Lhota u Příbramě       | 495       | 3,51            | districtul Příbram             |
| 197 | Lesonice               | 490       | 8,94            | districtul Třebíč              |
| 198 | Libějovice             | 485       | 13,4            | districtul Strakonice          |
| 199 | Lesná                  | 479       | 84,3            | districtul Tachov              |
| 200 | Lomnice                | 479       | 27,22           | districtul Bruntál             |
| 201 | Lichkov                | 472       | 9,13            | districtul Ústí nad Orlicí     |
| 202 | Líšťany                | 472       | 6,03            | districtul Louny               |
| 203 | Liptaň                 | 470       | 20,27           | districtul Bruntál             |
| 204 | Litenčice              | 470       | 10,53           | districtul Kroměříž            |
| 205 | Lažany                 | 466       | 2,6             | districtul Blansko             |
| 206 | Lubná                  | 465       | 6,84            | districtul Kroměříž            |
| 207 | Lechotice              | 445       | 4,93            | districtul Kroměříž            |
| 208 | Libotenice             | 444       | 5,72            | districtul Litoměřice          |
| 209 | Leskovec nad Moravicí  | 443       | 15,62           | districtul Bruntál             |
| 210 | Lukoveček              | 435       | 22,7            | districtul Zlín                |
| 211 | Lipoltice              | 434       | 5,26            | districtul Pardubice           |
| 212 | Lutonina               | 432       | 6,11            | districtul Zlín                |
| 213 | Luženičky              | 430       | 6,29            | districtul Domažlice           |
| 214 | Lužnice                | 429       | 12,14           | districtul Jindřichův Hradec   |
| 215 | Lipník                 | 429       | 5,14            | districtul Třebíč              |
| 216 | Lodín                  | 428       | 7,7             | districtul Hradec Králové      |
| 217 | Libín                  | 426       | 21,19           | districtul České Budějovice    |
| 218 | Loučka                 | 426       | 7,59            | districtul Zlín                |
| 219 | Líšnice                | 425       | 9,74            | districtul Šumperk             |
| 220 | Lipník                 | 424       | 9,34            | districtul Mladá Boleslav      |
| 221 | Lestkov                | 420       | 38,8            | districtul Tachov              |
| 222 | Lhota Rapotina         | 420       | 6,17            | districtul Blansko             |
| 223 | Libňatov               | 415       | 5,82            | districtul Trutnov             |
| 224 | Lužice                 | 411       | 5,15            | districtul Olomouc             |
| 225 | Ledce                  | 408       | 8,66            | districtul Mladá Boleslav      |
| 226 | Lešany                 | 398       | 5,5             | districtul Prostějov           |
| 227 | Luboměř                | 396       | 7,63            | districtul Nový Jičín          |
| 228 | Lichoceves             | 395       | 5,18            | districtul Praha-západ         |
| 229 | Lukov                  | 394       | 8,71            | districtul Třebíč              |
| 230 | Loukovec               | 385       | 2,86            | districtul Mladá Boleslav      |
| 231 | Libovice               | 383       | 6,09            | districtul Kladno              |
| 232 | Lubník                 | 374       | 5,09            | districtul Ústí nad Orlicí     |
| 233 | Lukavec                | 370       | 3,35            | districtul Litoměřice          |
| 234 | Lhotka                 | 367       | 5,34            | districtul Beroun              |
| 235 | Lipová                 | 365       | 11,48           | districtul Zlín                |
| 236 | Lhotka nad Labem       | 361       | 3,01            | districtul Litoměřice          |
| 237 | Ludíkov                | 355       | 4,04            | districtul Blansko             |
| 238 | Lampertice             | 353       | 5,84            | districtul Trutnov             |
| 239 | Lísek                  | 351       | 16,71           | districtul Žďár nad Sázavou    |
| 240 | Libořice               | 351       | 10,34           | districtul Louny               |
| 241 | Leština                | 350       | 10,73           | districtul Ústí nad Orlicí     |
| 242 | Ledce                  | 346       | 10,25           | districtul Hradec Králové      |
| 243 | Lhoty u Potštejna      | 346       | 5,72            | districtul Rychnov nad Kněžnou |
| 244 | Lhota                  | 346       | 3,23            | districtul Přerov              |
| 245 | Levínská Olešnice      | 332       | 10,05           | districtul Semily              |
| 246 | Lukavec u Hořic        | 332       | 8,66            | districtul Jičín               |
| 247 | Lhotka                 | 332       | 5,33            | districtul Mělník              |
| 248 | Lošany                 | 329       | 6,75            | districtul Kolín               |
| 249 | Lhota pod Radčem       | 320       | 7,38            | districtul Rokycany            |
| 250 | Libodřice              | 319       | 5,92            | districtul Kolín               |
| 251 | Libenice               | 319       | 4,82            | districtul Kolín               |
| 252 | Labské Chrčice         | 316       | 4,48            | districtul Pardubice           |
| 253 | Lažiště                | 316       | 4,27            | districtul Prachatice          |
| 254 | Lhotsko                | 314       | 2,95            | districtul Zlín                |
| 255 | Libřice                | 305       | 4,84            | districtul Hradec Králové      |
| 256 | Lysovice               | 300       | 5,3             | districtul Vyškov              |
| 257 | Lány                   | 299       | 4,64            | districtul Chrudim             |
| 258 | Láz                    | 295       | 4,68            | districtul Třebíč              |
| 259 | Litochovice            | 292       | 10,95           | districtul Strakonice          |
| 260 | Lety                   | 289       | 13,91           | districtul Písek               |
| 261 | Libež                  | 287       | 7,39            | districtul Benešov             |
| 262 | Ludvíkov               | 281       | 21,12           | districtul Bruntál             |
| 263 | Lesní Hluboké          | 278       | 4,98            | districtul Brno-venkov         |
| 264 | Lidmaň                 | 275       | 13,06           | districtul Pelhřimov           |
| 265 | Libkova Voda           | 272       | 7,41            | districtul Pelhřimov           |
| 266 | Lhota pod Hořičkami    | 272       | 5,92            | districtul Náchod              |
| 267 | Lupenice               | 272       | 4,42            | districtul Rychnov nad Kněžnou |
| 268 | Licibořice             | 269       | 9,25            | districtul Chrudim             |
| 269 | Ledce                  | 262       | 3,63            | districtul Brno-venkov         |
| 270 | Líšný                  | 261       | 1,73            | districtul Jablonec nad Nisou  |
| 271 | Lipová                 | 260       | 5,01            | districtul Přerov              |
| 272 | Lobendava              | 259       | 19,58           | districtul Děčín               |
| 273 | Lesná                  | 258       | 3,43            | districtul Znojmo              |
| 274 | Lukov                  | 257       | 14,28           | districtul Znojmo              |
| 275 | Líšná                  | 257       | 3,74            | districtul Přerov              |
| 276 | Liblín                 | 256       | 6,05            | districtul Rokycany            |
| 277 | Loza                   | 255       | 3,72            | districtul Plzeň-Nord          |
| 278 | Lesonice               | 254       | 6,6             | districtul Znojmo              |
| 279 | Lískovice              | 241       | 9,21            | districtul Jičín               |
| 280 | Ledečko                | 241       | 3,02            | districtul Kutná Hora          |
| 281 | Lipovec                | 240       | 5,38            | districtul Chrudim             |
| 282 | Lažany                 | 240       | 2,09            | districtul Liberec             |
| 283 | Libědice               | 235       | 11,04           | districtul Chomutov            |
| 284 | Lešetice               | 231       | 3,06            | districtul Příbram             |
| 285 | Lopeník                | 230       | 12,53           | districtul Uherské Hradiště    |
| 286 | Lhotka                 | 228       | 6,4             | districtul Žďár nad Sázavou    |
| 287 | Labská Stráň           | 226       | 2,88            | districtul Děčín               |
| 288 | Lhotka u Litultovic    | 219       | 5,07            | districtul Opava               |
| 289 | Lipovice               | 219       | 4,69            | districtul Prachatice          |
| 290 | Lejšovka               | 219       | 3,11            | districtul Hradec Králové      |
| 291 | Lanžov                 | 217       | 7,93            | districtul Trutnov             |
| 292 | Lhůta                  | 215       | 3,41            | districtul Plzeň-město         |
| 293 | Loučka                 | 214       | 6,2             | districtul Olomouc             |
| 294 | Lazsko                 | 213       | 4,27            | districtul Příbram             |
| 295 | Loužnice               | 212       | 2,3             | districtul Jablonec nad Nisou  |
| 296 | Líté                   | 211       | 6,01            | districtul Plzeň-sever         |
| 297 | Lančov                 | 210       | 15,08           | districtul Znojmo              |
| 298 | Lišnice                | 207       | 8,53            | districtul Most                |
| 299 | Loukov                 | 207       | 5,89            | districtul Mladá Boleslav      |
| 300 | Lazinov                | 206       | 3,86            | districtul Blansko             |
| 301 | Líšná                  | 204       | 18,83           | districtul Rokycany            |
| 302 | Libecina               | 203       | 4,82            | districtul Ústí nad Orlicí     |
| 303 | Loučná pod Klínovcem   | 199       | 20,89           | districtul Chomutov            |
| 304 | Lkáň                   | 193       | 4,47            | districtul Litoměřice          |
| 305 | Litíč                  | 192       | 4,52            | districtul Trutnov             |
| 306 | Lipec                  | 186       | 3,89            | districtul Kolín               |
| 307 | Lipinka                | 186       | 2,49            | districtul Olomouc             |
| 308 | Libníkovice            | 181       | 3,21            | districtul Hradec Králové      |
| 309 | Lazníčky               | 181       | 2,94            | districtul Přerov              |
| 310 | Liboměřice             | 178       | 6,49            | districtul Chrudim             |
| 311 | Libel                  | 178       | 3,62            | districtul Rychnov nad Kněžnou |
| 312 | Lom                    | 177       | 3,83            | districtul Tábor               |
| 313 | Lhánice                | 174       | 6,46            | districtul Třebíč              |
| 314 | Libotov                | 172       | 4,24            | districtul Trutnov             |
| 315 | Leštinka               | 171       | 1,6             | districtul Chrudim             |
| 316 | Lipina                 | 170       | 9,93            | districtul Olomouc             |
| 317 | Lobeč                  | 168       | 3,49            | districtul Mělník              |
| 318 | Lozice                 | 166       | 3,68            | districtul Chrudim             |
| 319 | Lány u Dašic           | 163       | 3,57            | districtul Pardubice           |
| 320 | Lhotky                 | 162       | 5,44            | districtul Mladá Boleslav      |
| 321 | Litošice               | 161       | 10,11           | districtul Pardubice           |
| 322 | Labuty                 | 161       | 2,29            | districtul Hodonín             |
| 323 | Lišice                 | 160       | 6,41            | districtul Hradec Králové      |
| 324 | Levín                  | 159       | 4,9             | districtul Litoměřice          |
| 325 | Lhotice                | 156       | 2,8             | districtul Třebíč              |
| 326 | Loučky                 | 156       | 1,65            | districtul Semily              |
| 327 | Lišany                 | 153       | 5,65            | districtul Louny               |
| 328 | Líšina                 | 151       | 7,99            | districtul Plzeň-jih           |
| 329 | Lužce                  | 147       | 3,01            | districtul Beroun              |
| 330 | Lčovice                | 142       | 5,77            | districtul Prachatice          |
| 331 | Lisov                  | 139       | 3,9             | districtul Plzeň-jih           |
| 332 | Loucká                 | 139       | 2,16            | districtul Kladno              |
| 333 | Lukov                  | 135       | 9,63            | districtul Teplice             |
| 334 | Lomy                   | 133       | 8,78            | districtul Třebíč              |
| 335 | Lhota u Lysic          | 133       | 3,98            | districtul Blansko             |
| 336 | Lochousice             | 131       | 10,62           | districtul Plzeň-sever         |
| 337 | Litostrov              | 131       | 7,55            | districtul Brno-venkov         |
| 338 | Libkov                 | 131       | 4,12            | districtul Domažlice           |
| 339 | Lašovice               | 131       | 3,82            | districtul Rakovník            |
| 340 | Loukovice              | 128       | 3,48            | districtul Třebíč              |
| 341 | Lužany                 | 127       | 3,36            | districtul Hradec Králové      |
| 342 | Litovany               | 124       | 6,64            | districtul Třebíč              |
| 343 | Lomec                  | 124       | 3,6             | districtul Klatovy             |
| 344 | Lavičné                | 123       | 4,69            | districtul Svitavy             |
| 345 | Libějice               | 122       | 2,95            | districtul Tábor               |
| 346 | Lesní Jakubov          | 121       | 3,19            | districtul Třebíč              |
| 347 | Loučim                 | 118       | 4,27            | districtul Domažlice           |
| 348 | Leskovice              | 117       | 3,5             | districtul Pelhřimov           |
| 349 | Luboměř pod Strážnou   | 116       | 9,56            | districtul Přerov              |
| 350 | Lhota-Vlasenice        | 114       | 7,05            | districtul Pelhřimov           |
| 351 | Louňová                | 114       | 6,07            | districtul Plzeň-jih           |
| 352 | Lom                    | 112       | 5,7             | districtul Strakonice          |
| 353 | Lažánky                | 112       | 2,58            | districtul Strakonice          |
| 354 | Líský                  | 111       | 2,4             | districtul Kladno              |
| 355 | Lážovice               | 110       | 4,89            | districtul Beroun              |
| 356 | Litoboř                | 109       | 3,51            | districtul Náchod              |
| 357 | Lubě                   | 101       | 3,53            | districtul Blansko             |
| 358 | Luka                   | 98        | 4,56            | districtul Česká Lípa          |
| 359 | Lesná                  | 97        | 2,47            | districtul Třebíč              |
| 360 | Lhotka                 | 97        | 2,25            | districtul Jihlava             |
| 361 | Leškovice              | 93        | 4,25            | districtul Havlíčkův Brod      |
| 362 | Litohošť               | 89        | 3,5             | districtul Pelhřimov           |
| 363 | Libkov                 | 86        | 3,81            | districtul Chrudim             |
| 364 | Libětice               | 84        | 4,51            | districtul Strakonice          |
| 365 | Libochovičky           | 82        | 2,34            | districtul Kladno              |
| 366 | Lesůňky                | 80        | 3,49            | districtul Třebíč              |
| 367 | Lhotka u Radnic        | 76        | 3,8             | districtul Rokycany            |
| 368 | Litichovice            | 75        | 1,93            | districtul Benešov             |
| 369 | Lhotka                 | 68        | 1,9             | districtul Přerov              |
| 370 | Libchyně               | 68        | 1,19            | districtul Náchod              |
| 371 | Lesná                  | 63        | 4,42            | districtul Pelhřimov           |
| 372 | Lovčovice              | 63        | 3,9             | districtul Třebíč              |
| 373 | Lány                   | 60        | 2,04            | districtul Havlíčkův Brod      |
| 374 | Louka                  | 58        | 8,53            | districtul Blansko             |
| 375 | Lubnice                | 58        | 7,59            | districtul Znojmo              |
| 376 | Lažany                 | 55        | 3,23            | districtul Strakonice          |
| 377 | Lubné                  | 52        | 3,02            | districtul Brno-venkov         |
| 378 | Líšná                  | 49        | 5,74            | districtul Žďár nad Sázavou    |
| 379 | Lužice                 | 45        | 3,19            | districtul Prachatice          |
| 380 | Lhota u Olešnice       | 45        | 2,26            | districtul Blansko             |